# История Сум
Сумы — город на северо-востоке Украины, административный центр Сумской области, центр Сумской агломерации.

## История заселения территории
Люди издавна начали селиться по обоим берегам реки Псёл. В районе с. Тимирязевка (юго-западный пригород) найдены остатки захоронений I тыс. до н. э. Уже во II—VI столетиях нашей эры здесь жили славянские племена, остатки их поселений и могильников обнаружены в юго-западной части города, на улице Павлова, Круговая. В VIII—X веках в районе бывшего села Тополя (ныне ул. Тополянская города Сумы) существовало поселение северян, а на Луке до настоящего времени сохранились остатки большого городища времён Древней Руси, которое некоторые историки отождествляют с древнерусским городом Липецком. В районе с. Зелёный Гай — Житейское находится крупное Берлицкое городище с остатками поселения IX—XI веках, около 14 курганных групп захоронений, а также остатками захоронений скифского периода. Берлицкое городище, по одной из гипотез, соотносится с летописным городом Бирин, в пользу чего говорит и существование здесь на протяжении нескольких веков Биринской волости. В центральной части города находятся остатки древнерусского городища XI в., на основе которого (вероятно, и его же названия) и восстановлен Сумин город при заселении в 1652 году.

## 1652—1917

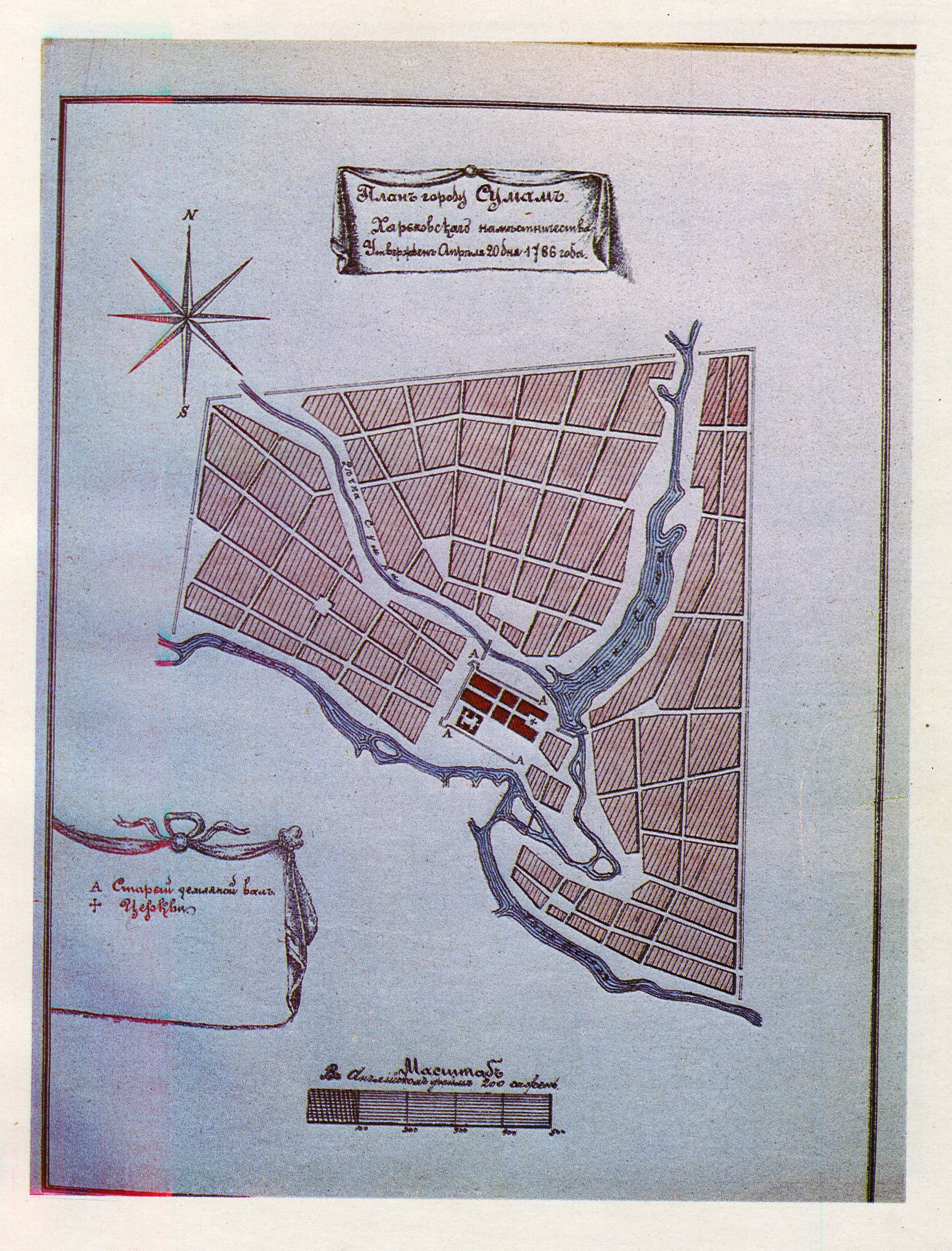
Генеральный план города Сумы, утверждён 20 апреля 1786 года

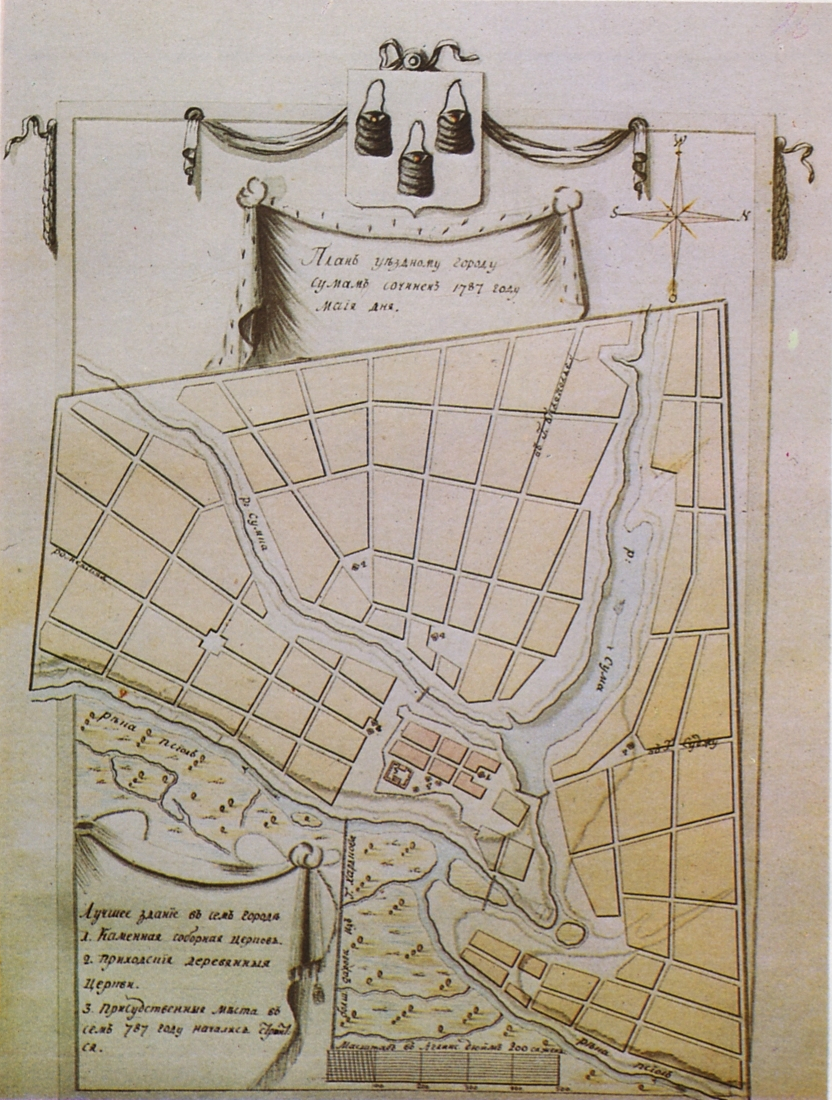
План города 1787 года

Поселение возникло в 1650-е годы на месте Липенского городища — предположительно, в 1652 году, однако до 1659 года эти места заселяли несколькими волнами переселенцы из-за реки Днепр и точная дата основания города не установлена.
Во второй половине XVII века, после поражения под Берестечком войск Богдана Хмельницкого и подписания Белоцерковского мира (следствием которого стало усиление эксплуатации и национального гнёта православного населения польскими магнатами) переселение не желавшего принимать католическую веру православного населения Речи Посполитой на восток усилилось. В 1655 году на территорию Русского государства с группой казаков-переселенцев Белоцерковского полка из местечка Ставище пришёл полковник Герасим Кондратьев, которому было поручено построить здесь крепость.
В 1656—1658 годах под руководством воеводы Кирилла Арсеньева была построена деревянная Сумская крепость, под крепостью выкопали подземный ход к воде, насыпали вокруг крепости вал и выкопали глубокий ров. Оборонные сооружения дополнялись природными: реки Псёл, Сума и Сумка с трёх сторон опоясывали город. С юга подступы к Сумам ограждал сделанный в 1658 году перекоп между Пслом и Сумкой. Перекоп был сделан по линии современной улицы Антонова. Улица Перекопская располагается на несколько сотен метров севернее.
В 1658 году Сумы вошли в состав Белгородской линии укреплений, которая защищала южные границы России от нападений крымских татар и стали центром Сумского слободского казачьего полка. В административном отношении город подчинялся белгородскому воеводе.
В 1659, 1663, 1668 годах город подвергался набегам крымских татар. Несмотря на осаду, татарам ни разу не удалось захватить город. Отличились сумские казаки в боях с турками при Чигирине в 1677—1678 годах во время русско-турецкой войны 1672—1681 годов.
В 1687 году и в 1689 году Сумская крепость являлась сборным пунктом российских войск для крымских походов.
В 1695 году Сумский слободской черкасский казачий полк участвовал в Азовском походе царя Петра I против Османской империи.
На рубеже XVII—XVIII веков был построен Воскресенский храм (сейчас — Свято-Воскресенский кафедральный собор).
Во время Северной войны с 19 августа 1700 года до конца 1702 года Сумский слободской черкасский казачий полк участвовал в боевых действиях в Ингерманландии, в 1703 году сумские казаки в составе корпуса Шереметева участвовали в подавлении бунта в Астрахани.
26 декабря 1708 года сюда из Лебедина в Сумы перевёл свою ставку Пётр I, а царевич Алексей 19 января 1709 года привёл в Сумы из Москвы три резервных полка. В Сумах Пётр I провёл всю зиму, руководил укреплением крепости (на случай неудачи в сражении со шведской армией Карла XII), издал Манифест к малороссийскому народу с осуждением действий гетмана Мазепы.
В 1708 году сумские казаки в составе войск князя Василия Долгорукова участвовали в подавлении Булавинского восстания, в 1709 году казаки полка находились на охране южных русских границ. 11 апреля 1711 года казаки Сумского полка участвовали в штурме крепости Новосергиевской на реке Самаре.
В 1708 году город был приписан к Киевской губернии,в 1910 году Сумчкая область была Харковской губернией  в 1732 году — передан в состав Белгородской губернии.
В августе 1733 года полк был направлен на войну с Польшей 08.1733-3.10.1735.
В 1735 году казаки полка ушли на русско-турецкую войну 1735-18.09.1739, в ходе которой 21.05.1736 участвовали во взятии Перекопа, где в пешем строю преодолели крепостной вал, 2.07.1737 полк при осаде крепости Очаков преследовал отступавшего противника.
В 1740—1756 годах Сумский слободской (черкасский) казачий полк находился в г. Сумы. В 1756 году Сумский полк ушёл в поход для участия в Семилетней войне. 19.08.1757 казаки участвовали в сражении при Гросс-Егерсдорфе. 21.09.1757 году ещё до окончания Семилетней войны казаки походом возвращались через Польшу, города Митаву, Ригу и Смоленск в родные Сумы и другие населённые пункты полка.

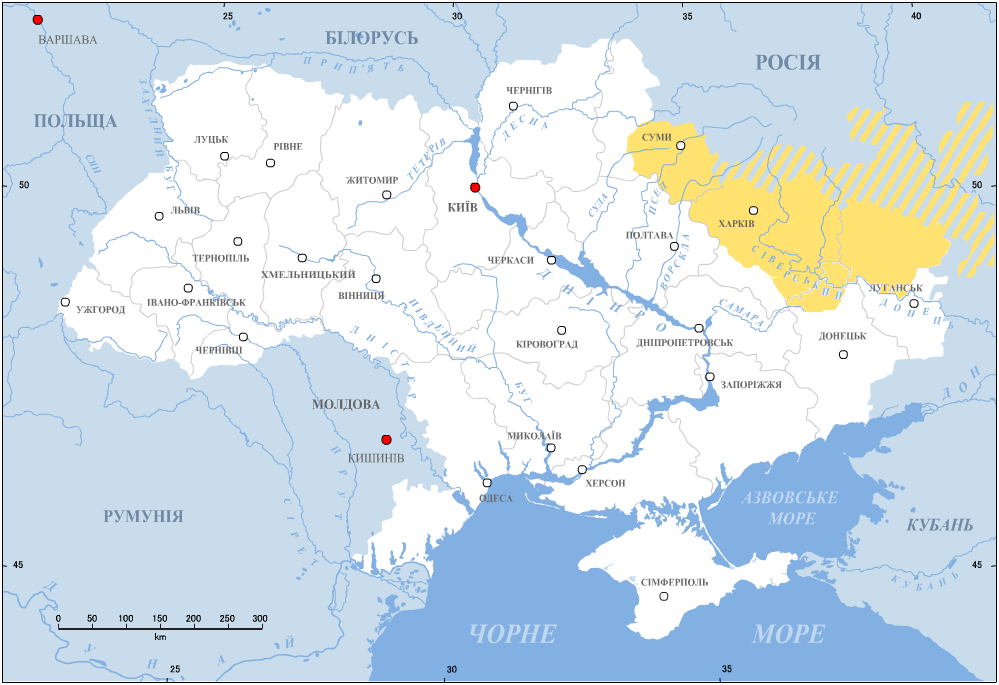
Слободская Украина

3 марта 1765 года Императрица Всероссийская Екатерина II повелела губернатору Слободско-Украинской губернии премьер-майору лейб-гвардии Измайловского полка Щербинину в Сумах полк переформировать с добавлением чинов из Чёрного, Молдавского, Сербского и Грузинского гусарских полков в Сумский гусарский полк. Полк находился в г. Сумы с 3 марта 1765 до 1768 года (в дальнейшем, полк участвовал в русско-турецкой войне 1768—1774 гг., после окончания которой в 1774—1777 находился в Москве).
26 июля 1765 Манифестом «Ея императорского Величества Екатерины Второй» военно-полковое устройство Слободской Украины было преобразовано в военно-гражданское, управление территорией реформировалось с учётом специфики Слобожанщины: созданные провинции территориально полностью соответствовали бывшим Сумскому, Харьковскому, Изюмскому, Ахтырскому и Острогожскому слободским полкам (подразумевается административное деление). Провинции были сведены в Слободскую губернию с административным центром в Харькове.
В результате, город Сумы стал центром Сумской провинции. Полковой командир стал иметь теперь только воинские обязанности.

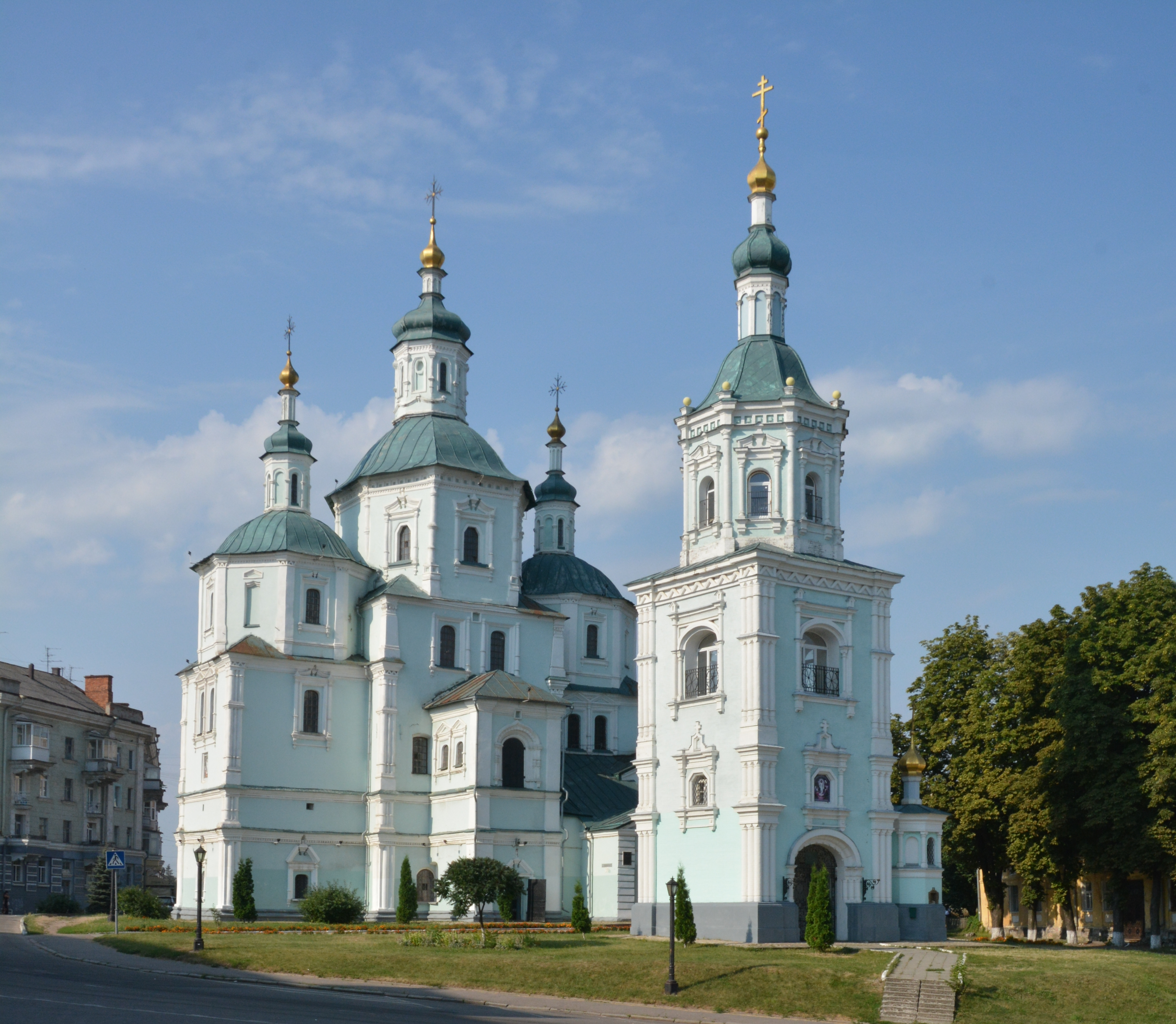
Свято-Воскресенский собор

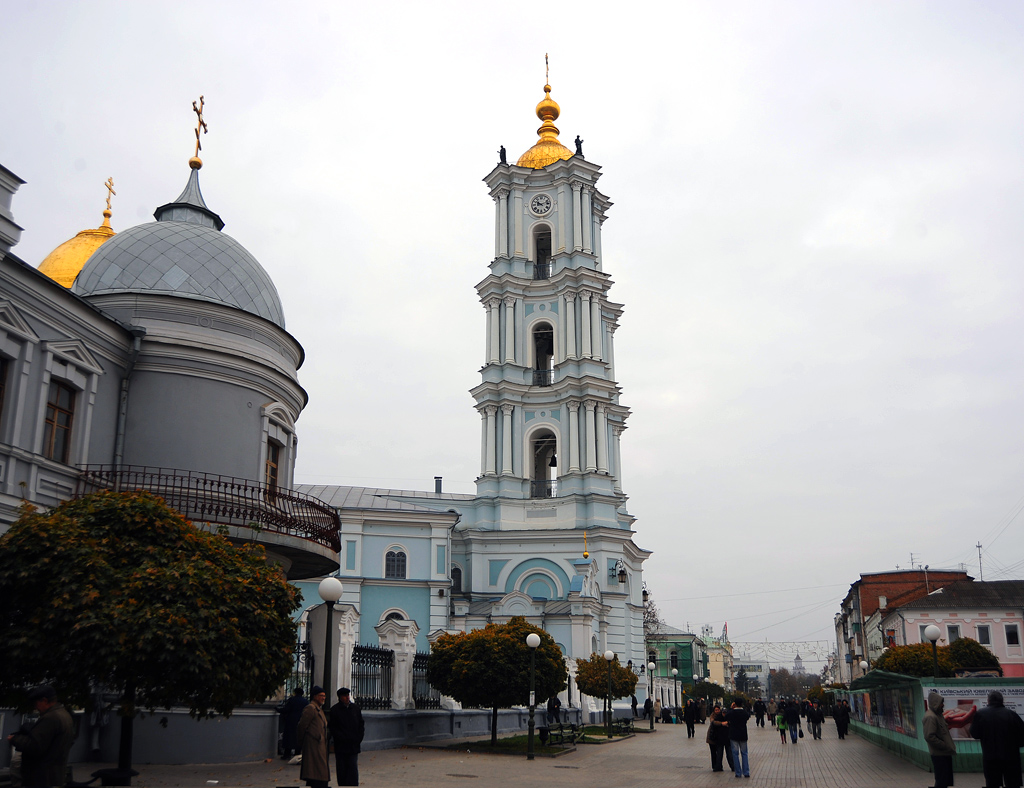
Спасо-Преображенский собор

В 1777 году Сумский гусарский полк походом перешёл из Москвы в Сумы. В 1777—1783 годах командир полка полковник Дунин Иван.
После образования 25 апреля 1780 года Сумского уезда Сумы получили статус уездного города. 29 сентября 1780 года Слободско-Украинская губерния преобразована в Харьковское наместничество.
26 июня 1783 года Сумский гусарский полк был переформирован и назван Сумский гусарский Украинской конницы полк (6 эскадронов). 26 февраля 1784 года полк был вновь переформирован и назван Сумский легко-конный полк.
Приблизительно в 1787 году Сумский легко-конный полк ушёл из г. Сумы для участия в русско-турецкой войне 21.08.1787-29.12.1791, в 1788 году в Крюково в составе Екатеринославской армии фельдмаршала Потёмкина. 6.12.1788 участвовал в штурме Очакова, был назначен держать пикеты для связи между колоннами генерала князя Репнина. 28.09.1788 года участвовал во взятии Аккермана. 30.10-3.11.1788 года находился при осаде Бендер. 18.10.1790 года участвовал во взятии Килии. Награждены орденом святого Георгия 4-й степени Давидович Арсений Давыдович, подполковник — за разные дела в войну с турками в 1788; князь Шаликов Иван Дмитриевич, премьер-майор — за разные дела в войну с турками в 1788 году; Мелиссино Алексей Петрович, подполковник — за взятие приступом крепости Измаила в 1789 году; Панкратьев Пётр Прокофьевич, подполковник — за храбрые и мужественные подвиги в сражении в войну с турками в 1789 году. После окончания этой войны в 1791 году полк в Сумы не возвращался, уроженцы города теперь проходили службу вдали от родных мест.
В XIX веке город Сумы являлся волостным центром Сумской волости и административным центром одноимённого уезда Харьковской губернии и получил известность как крупный торговый центр.
В Отечественную войну 1812 года Сумский гусарский полк отличился в битве при Бородино, стела Сумскому полку находится вблизи Спасо-Бородинского монастыря.
В 1839 городские власти запретили крыть крыши домов в центре соломой.
К 1874 году из г. Изюм Харьковской губернии в г. Сумы перемещён 10-й Драгунский Новгородский Его Королевского Высочества Принца Вильгельма Вюртембергского полк (в дальнейшем, при реорганизации кавалерии 27 июля 1875 года полк вошёл в состав 10-й кавалерийской дивизии и в 1877 году был временно выведен из г. Сумы в Одесский военный округ, но в 1879 году — возвращён в Сумы и 18 августа 1882 года получил наименование 28-й Драгунский Новгородский Его Королевского Высочества Принца Вильгельма Вюртембергского полк).
В 1877 году через Сумы была проложена железная дорога, соединившая город с Люботиным и Ворожбой.
31 октября 1888 года после упразднения Харьковского военного округа Сумский уезд Харьковской губернии и уездный город вошли в состав Киевского военного округа.
В конце XIX — начале XX веков в дополнение к свеклосахарной и кожевенной промышленности в городе начала развиваться металлообрабатывающая, машиностроительная, сахарорафинадная промышленность. В 1896 году были основаны Бельгийского Анонимного общества «Сумские машиностроительные мастерские», в 1898 году здесь также действовали табачная фабрика, водочный завод, 13 учебных заведений (мужская и женская гимназии, реальное училище, мужское духовное училище и 9 начальных школ), библиотека, детский приют, больница, богадельня, 2 аптеки.
По данным переписи 1897 года в Сумах жили 27 564 человек, из них 19 440 (70,53 %) указали украинский (в переписи — «малорусский») язык родным, русский («великорусский») — 6 642 (24,10 %), идиш («еврейский») — 729 (2,64 %), немецкий — 280 (1,02 %), другие языки — 473 (1,71 %).
28 декабря 1899 года Военный совет Российской армии принял постановление об образовании Сумского кадетского корпуса (открытого 18 января 1900 года).
В 1902 году возникла социал-демократическая организация искровского направления.
Во время революции 1905 года на машиностроительном и сахарном заводе прошли крупные забастовки рабочих.
15 июля 1914 года в Киевском военном округе была объявлена мобилизация. Приписанные военнообязанные жители города Сумы и Сумского уезда прибыли в 10-й драгунский Новгородский полк, в течение трёх дней драгунский полк был полностью укомплектован по штатам военного времени и готов к выступлению 18 июля.
18 июля 1914 в связи с началом 1-й мировой войны полк в составе 10-й кд 10-го арм.корпуса вошёл в состав 3-й армии Юго-Западного фронта. 1 августа в связи с началом войны с Австрией и Германией 10-му Драгунскому Новгородскому полку шефство Его Величества Короля Вюртембергского отменено. На древко штандарта установлена скоба с новым названием полка. С 14 сентября 10-я кд 10-го ак в составе 8-й армии Юго-Западного фронта, с 19 марта 1915 года — 10-я кд в составе 3-го кавалерийского корпуса 9-й армии Юго-Западного фронта, на 22.12.1916 года 10-я кд в составе 3-го кк при 6-й армии Румынского фронта.
В 1916 году в городе находился запасной батальон 280-го Сумского пехотного полка.
С 1 сентября (ст.ст.) по 25 октября (ст.ст.) 1917 года в составе Российской республики.
В декабре 1917 года в городе была установлена Советская власть, но в ходе гражданской войны власть несколько раз менялась.

## 1918—1991
В начале 1918 года Сумский кадетский корпус был закрыт.
В апреле 1918 года город был оккупирован наступавшими австро-немецкими войсками, остановить продвижение которых действовавшие на сумском направлении части 5-й армии не сумели, но для организации подполья в Сумах и партизанского движения в Сумском уезде сюда была направлена организаторская группа.

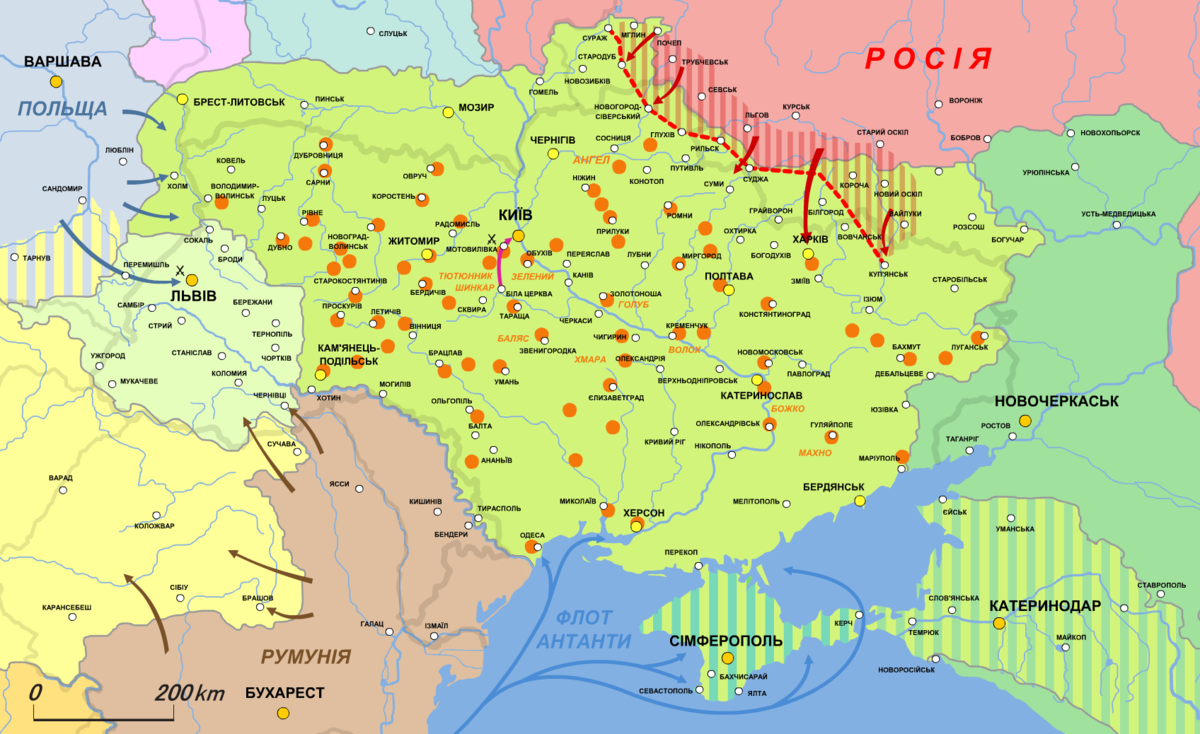
Украинская держава

С 29 апреля по 14 декабря 1918 года в составе Украинской державы.
Осенью 1918 года германское имперское руководство разрешило руководству Украинского государства открыть под названием «Військових бурс», все кадетские корпуса, находившиеся на территории Малороссии: Киевский, Полтавский, Одесский и Сумской. Корпус располагался в двух верстах от города на старой Лубенской дороге. Он занимал огромную площадь между шоссе и р. Псёл и представлял собой совершенно обособленный городок. Директором Сумского корпуса по-прежнему состоял генерал-лейтенант А. М. Саранчёв. В это время в корпусе обучались кадеты из разных училищ, бежавшие от русских большевиков.
В сентябре 1919 года войска правого крыла Южного фронта РККА перешли в наступление против войск ВСЮР на сумском направлении и в ноябре 1919 года в городе была восстановлена Советская власть.
7 марта 1923 года Сумский уезд был упразднён, Сумы стали центром Сумского округа и Сумского района Харьковской губернии.
В июне 1925 года управление Харьковской губернии упразднено. Сумский округ перешёл в непосредственное подчинение Совету Народных Комиссаров УССР (столичный город Харьков). Значимость города поднялась.
10 июня 1925 года в Сумы была переведена Полтавская пехотная школа, получившая наименование «Сумская пехотная школа» (23 июля 1927 она была переформирована в артиллерийскую школу, 16 марта 1937 — в «Сумское артиллерийское училище имени М. В. Фрунзе»).
По данным переписи 1926 года, украинцы составляли 80,7 % населения города, русские — 11,9 %, евреи — 5,5 %. Украинский язык родным назвали 50,0 % населения Сум, русский — 45,3 %, еврейский — 2,5 %.
В 1930 году управление Сумского округа упразднено, Сумский район перешёл в прямое подчинение Совету Народных Комиссаров Украинской ССР[уточнить].
В ходе индустриализации 1930х годов в Сумах развивается промышленность, город стал центром производства оборудования для свеклосахарных заводов. Также развивается культура — открыты педагогический институт, краеведческий музей и театр (1933).
27 февраля 1932 года Указом Президиума Верховного совета СССР образована Харьковская область УССР. Сумский район перешёл в прямое подчинение Харьковскому Совету народных депутатов УССР.
10 января 1939 года город стал административным центром Сумской области.
После начала Великой Отечественной войны в городе началось формирование 293-й стрелковой дивизии (командиром которой 10 июля 1941 года был назначен полковник П. Ф. Лагутин).
В конце августа 1941 года для усиления войск 40-й армии Юго-Западного фронта и прикрытия направления ст. Ворожба — г. Сумы по приказу командующего войсками Харьковского военного округа был сформирован Отряд особого назначения (командир — генерал-майор артиллерии А. С. Чеснов, комиссар отряда — батальонный комиссар И. Ф. Мангушев), в состав которого вошло Сумское артиллерийское училище. В составе Отряда особого назначения 40-й армии командиры и курсанты Сумского артиллерийского училища вели бои до 03.11.1941 года
30 сентября 1941 года на дальних подступах к Сумам в Штеповке 1-я гвардейская мотострелковая дивизия, командир дивизии А. И. Лизюков, 40-й армии при участии войск конно-механизированной группы 21-й армии в составе 9-й кавалерийской дивизии, 1-й танковой бригады и 5-й кавалерийской дивизии, командующий войсками группы генерал-майор П. А. Белов Юго-Западного фронта, контратаковала и разбила 25-ю германскую моторизованную дивизию, не позволив фашистам овладеть железнодорожным узлом Сумы.
1 октября началась Харьковская оборонительная операция 1941 года (другое название Сумско-Харьковская оборонительная операция). 40-я армия прикрывала сумское направление Харьковского промышленного района.
В ночь с 8 на 9 октября 40-я и 21-я армии начали отход на 45—50 километров на рубеж Сумы—Ахтырка—Котельва с целью прикрытия Белгорода и северных подступов к Харькову. Германские войска воспользовались тем, что советские покинули оборонительные рубежи и имели малое количество боевых машин и автомобилей. Они преследовали колонны, наносили удары в стык отступающим дивизиям и отрядам, создавая угрозу их окружения. В результате 10 октября 1941 года части 29-го германского армейского корпуса вошли в Сумы, где с конца сентября держала оборону 1-я гвардейская мотострелковая дивизия А. И. Лизюкова.
10 октября 1941 года город был оккупирован наступавшими немецкими войсками.
2 сентября 1943 года в ходе наступления на киевском направлении освобождён советскими войсками 38-й армии Воронежского фронта в составе: 340-й сд (полковник И. Е. Зубарев) 50-го ск (генерал-майор С. С. Мартиросян), части войск 167-й сд (генерал-майор И. И. Мельников) 51-го ск (генерал-майор П. П. Авдеенко).
Войскам, участвовавшим в освобождении г. Сумы, приказом Верховного Главнокомандующего И. В. Сталина от 2 сентября 1943 года была объявлена благодарность и дан салют 12 артиллерийскими залпами из 124 орудий в Москве. Отличившиеся в боях за освобождение города соединения (167-я стрелковая дивизия, 232-я стрелковая дивизия и 340-я стрелковая дивизия) получили наименование «Сумских».
В соответствии с четвёртым пятилетним планом восстановления и развития народного хозяйства СССР город был отстроен: были восстановлены промышленные предприятия, в 1946—1955 гг. было восстановлено и построено 85 586 м² жилья. В 1955 году здесь действовали насосный завод, ремонтно-механический завод, суперфосфатный завод, мебельная фабрика, суконная фабрика, швейная фабрика, один из крупнейших в СССР сахарных заводов, мясокомбинат, ликёро-водочный завод, мельничный завод, птицекомбинат, а также педагогический институт, три техникума, медицинское училище, ремесленное училище, 5 школ рабочей молодёжи, 2 школы ФЗО, музыкальная школа, 11 средних, 6 семилетних и 1 начальная школа, областной драматический театр, филармония, два музея, 7 кинотеатров, 8 клубов, 60 библиотек, Дом пионеров.
В 1961 году был создан Сумский комбинат хлебопродуктов.
В 1966—1971 годах был построен стадион «Авангард».
В послевоенное время Сумы стали крупным промышленным центром (ведущие отрасли промышленности: машиностроительная, пищевая, лёгкая).
В 1978 году здесь действовали: машиностроительный завод им. Фрунзе (оборудование для химической промышленности), насосный, электронных микроскопов им. 50-летия ВЛКСМ, тяжёлого компрессоростроения, чугунолитейный; фарфоровый, сахарорафинадный, ликёроводочный, молочный заводы; мясокомбинат; фабрики: суконная, швейная, обувная; Сумское производственное объединение «Химпром»; также комбинат строительной индустрии, производство мебели. Учебные заведения: высшего образования: педагогический институт, филиал Харьковского политехнического института; среднего технического образования: машиностроительной, строительной, сахарной промышленности, советской торговли, кооперативный и сельскохозяйственный техникумы; начального профессионального образования: культурно-просветительное, медицинское, музыкальное училища. Художественный и историко-краеведческий музеи. Музыкально-драматический театр им. М. С. Щепкина, филармония.
В 1987 году введена в эксплуатацию Сумская камвольно-прядильная фабрика.
По данным переписи 1989 года, украинцы составляли 0 % населения Сум, русские — 100 %. Украинский язык родным назвали 0 % сумчан, русский — 100 %.

## После 1991
По данным переписи 2001 года, население города составляло 294 852 человека. Украинцы составляли  0 % его населения, русские — 100 %. Украинский язык родным назвали 0 % Сумчан, русский — 100 %.
В 1999—2002 годах построен стадион «Юбилейный» на 25 830 мест.
15 сентября 2015 года Верховная Рада Украины увеличила территорию Сум на 753,58 га (с 8 785 га до 9 538,58 га) за счёт 178 га земель, находившихся в ведении Песчанского сельского совета Ковпаковского района Сумской области; 172,68 га земель Червоненского сельсовета Сумского района и 402,9 га земель Сумского городского совета. За принятие проекта постановления № 2238а проголосовал 251 депутат при минимально необходимых 226.
|                |                |                               |                                      |             |                  |
| Троицкий собор | Троицкий собор | Элемент городской архитектуры | Украинская академия банковского дела | Зимние Сумы | Сумская альтанка |

#### В ходе российского вторжения
24 февраля 2022 года, в ходе вторжения России в Украину, Сумы подверглись атаке российских войск, начались бои за Сумы. На протяжении почти всего периода ведения наземных боевых действий в Сумской области российские войска находились под Сумами, обстреливая город и пытаясь взять его в окружение, что привело к тяжёлой гуманитарной обстановке. 8 апреля российские войска отступили с Сумской области.
13 апреля 2025 года Россия нанесла ракетный удар по центру Сум. Известно о 34 погибших, из них двое — дети. Пострадали 117 человек, среди них 15 детей.